# Tre Deckare löser Spökande gruvans gåta
Alfred Hitchcock och Tre Deckare löser Spökande gruvans gåta (originaltitel Alfred Hitchcock and the Three Investigators in The Mystery of Death Trap Mine) är den tjugofjärde (i Sverige dock tjugotredje) delen i den fristående Tre deckare-serien. Boken är skriven av M. V. Carey 1976 och utgiven på svenska 1977 av B. Wahlströms bokförlag med översättning av Kurt G. Möller.